# Lepteutypa cupressi
Lepteutypa cupressi là một loài Ascomycetes trong họ Amphisphaeriaceae. Loài này được Nattrass, C. Booth & B. Sutton H.J. Swar miêu tả khoa học đầu tiên năm 1973.
Đây là loài gây hại của cây Cupressus macrocarpa, phát triển phổ biến ở Kenya.